# مكتبة كيميائية
المكتبة الكيميائية أو المكتبة المركبة هي مجموعة من المواد الكيميائية المخزنة والتي تستخدم عادة في الكشف الفائق الإنتاجية أو التصنيع. ويمكن أن تتكون المكتبة الكيميائية ببساطة من سلسلة من المواد الكيميائية المخزنة. حيث ترتبط كل مادة كيميائية بالمعلومات المخزنة في بعض أنواع قاعدة البيانات مع معلومات مثل البنية الكيميائية والنقاء والكمية والخصائص الفيزيائية للمركب.

## الغرض
في اكتشاف الأدوية الكشف الفائق الإنتاجية، من المفضل كشف المستهدَف الدوائي تجاه مجموعة مختارة من المواد الكيميائية التي تحاول الاستفادة بأكبر قدر ممكن من الفضاء الكيميائي. لذا يُعد الفضاء الكيميائي كبيرًا للغاية بالنسبة لجميع البنى الكيميائية الممكنة. لا تحتوي معظم المكتبات الكيميائية المخزنة في الغالب على الفضاء الكيميائي أو عينة منه وذلك بسبب مخاوف التخزين والتكلفة. ومع ذلك، حيث لا يمكن التنبؤ بالعديد من التفاعلات الجزيئية فيما بعد، فكلما اتسع الفضاء الكيميائي المختبر من قبل المكتبة الكيميائية، كانت فرصة الكشف الفائق الإنتاجية أفضل وستجد أن اكتشاف المواد الكيميائية مع التفاعل المناسب في النموذج البيولوجي يمكن أن يتطور إلى دواء.
وهناك مثال على المكتبة الكيميائية في اكتشاف الأدوية التي قد تكون عبارة عن سلسلة من المواد الكيميائية المعروفة لمنع الكينازات أو في العمليات الصناعية أو في سلسلة من المواد الحفازة المعروفة ببلمرة الراتنجات.

## إنشاء المكتبات الكيميائية
عادة يتم إنشاء المكتبات الكيميائية لأهداف محددة ويمكن تكوين المكتبات الكيميائية الأكبر من مجموعات من المكتبات الأصغر المخزنة في نفس الموقع. فعلى سبيل المثال، في عملية اكتشاف الأدوية، هناك حاجة إلى اختبار مجموعة واسعة من المواد الكيميائية العضوية تجاه نماذج المرض في الكشف الفائق الإنتاجية. ولذلك، فإن معظم الاصطناع الكيميائي بحاجة إلى إنشاء مكتبات كيميائية في اكتشاف الأدوية تعتمد على الكيمياء العضوية. وربما تحد الشركة المهتمة بفحص مثبطات الكيناز في السرطان من المكتبات والاصطناعات الكيميائية الخاصة بها لضبط هذه الأنواع من المواد الكيميائية المعروفة لتنجذب إلى مقرات ربط ثلاثي فوسفات الأدينوسين أو المقرات التفارغية.
ومع ذلك، وبصفة عامة، تُركز معظم المكتبات الكيميائية على مجموعات كبيرة من السلاسل الكيميائية العضوية المتنوعة حيث يمكن أن تُحدث الكيمياء العضوية العديد من الاختلافات في نفس مشتقات الجزيء أو العمود الفقري الجزيئي. وفي بعض الأحيان، يمكن شراء المواد الكيميائية أيضًا من الباعة الخارجين والمدرجين في المكتبة الكيميائية الداخلية.

## كيفية الاستفادة من المكتبات الكيميائية وتحسينها
عادة ما تصمم المكتبات الكيميائية على يد قبل الكيميائيين وعلماء المعلوماتية الكيميائية وتركيبها من قبل الكيمياء العضوية والكيمياء الدوائية. عادة ما تعتمد طريقة إنشاء المكتبة الكيميائية على المشروع وهناك العديد من العوامل التي يجب مراعاتها عند استخدام الأساليب العقلانية لاختيار مركبات الفحص. وبصورة نموذجية، يتم فحص مجموعة من المواد الكيميائية تجاه المستهدَف الدوائي المحدد أو نموذج المرض و«الاكتشافات» التمهيدية أو المواد الكيميائية التي تظهر النشاط المطلوب، وإعادة الفحص للتحقق من نشاطها. وعندما يتم تصنيفهم كمؤهلين «للاكتشاف»، من خلال تكرارهم ونشاطهم، يتم تسجيل هذه المواد الكيميائية الخاصة وتحليلها. ومن بين الصفات المشتركة هناك مجموعات كيميائية مختلفة يتم دراستها وغالبًا ما تكون عاكسة للفضاء الجزئي الكيميائي المعين. وربما يكون العمل الكيميائي الإضافي بحاجة إلى تحسين إضافي للمكتبة الكيميائية في الجزء النشط من الفضاء الجزئي. وعند الحاجة إليها، يتم إكمال العديد من التراكيب لتمديد المكتبة الكيميائية في الفضاء الجزئي المحدد عن طريق إنتاج المزيد من المركبات المشابهة بصورة كبيرة للاكتشافات الأصلية. ومن ثم، يتم الفحص الإضافي لهذا الاختيار الجديد للمركبات ضمن هذه السلسلة الضيقة ثم تؤخذ إلى نماذج أكثر دقة للتدقيق الإضافي في عملية اكتشاف أدوية جديدة للقيادة.

## التخزين والإدارة
يتسع «الفضاء الكيميائي» لجميع المواد الكيميائية العضوية الممكنة ويزيد أضعافًا مضاعفة مع حجم الجزيء. لا تحتوي معظم المكتبات الكيميائية المخزنة في الغالب على الفضاء الكيميائي الممثل تمثيلاً كاملاً وذلك بسبب مخاوف التخزين والتكلفة.
فبسبب النفقات والجهد المبذول في الاصطناع الكيميائي، ينبغي تخزين المواد الكيميائية بشكل صحيح، والحفاظ عليها بعيدًا لاستخدامها لاحقًا وذلك للحد من التدهور المبكر. ومن ثم يكون لكل مادة كيميائية مدة صلاحية معينة ومتطلبات تخزين ومرتبة بصورة جيدة حسب الحجم في المكتبة الكيميائية، ويكون هناك جدول زمني يتم من خلاله التخلص من المواد الكيميائية في المكتبة واستبدالها على أساس مُنظم. حيث أن هناك بعض المواد الكيميائية غير مستقرة إلى حد ما أو مشعة أو متطايرة أو قابلة للاشتعال ويجب تخزينها تحت ظروف دقيقة وفقًا لمعايير السلامة مثل تلك الخاصة بOSHA.
وعلى الرغم من ذلك، تُدار معظم المكتبات الكيميائية من خلال تكنولوجيا المعلومات مثل شفرة خيطية وقواعد البيانات المترابطة. إضافة إلى، الإنسالية التي تكون ضرورية لجلب المركبات في المكتبات الكيميائية الأكبر.
ونتيجة للدخول الفردي للمكتبة الكيميائية فربما يكون من السهل الوصول إلى ملايين المركبات، وربما السعي لإدارة المكتبات الكيميائية المتواضعة في الحجم كامل الوقت. إدارة المركب هو أحد المجالات التي تحاول إدارة وصيانة هذه المكتبات الكيميائية وزيادة السلامة والفعالية في إدارتها.

## كتابات أخرى
- Ian Yates. Compound Management comes of age. Drug Discovery World Spring 2003 p35-43 نسخة محفوظة 29 سبتمبر 2007 على موقع واي باك مشين.
- Archer JR. History, evolution, and trends in compound management for high-throughput screening. Assay Drug Dev Technol. 2004 Dec;2(6):675-81
- Casey R. Designing Chemical Compound Libraries for Drug Discovery. Business Intelligence Network December 1, 2005.
- GLARE - A free open source software for combinatorial library design.
- Examples of Chemical libraries for Drug Discovery